# Acevedo (torpedero)
El Acevedo fue un torpedero de la Clase Julián Ordóñez perteneciente a la Armada Española. 
Recibió su nombre en honor al contramaestre José Fernández Acevedo, que murió el 20 de enero de 1872 en el asalto al fuerte de San Felipe durante la sublevación de Cavite.

## Historia
Fue construido en los astilleros John I. Thornycroft & Company, en Chiswick.  (Inglaterra). 
En 1898 el Acevedo junto con su gemelo, el Ordóñez estaban en reparación en Cartagena, por lo que no tomó parte en la Guerra Hispano-Estadounidense. 
El Acevedo fue renombrado el 26 de septiembre de 1905, al decidirse la asignación a los torpederos de indicativos numéricos, pasando a convertirse en el torpedero N.º 13, y el 1 de enero de 1912 quedó designado como torpedero N.º 44.
Fue dado de baja en 1913.